# Lã Mẫu
Lã mẫu (chữ Hán: 呂母; Bà mẹ họ Lã; ? – 18), người huyện Hải Khúc, quận Lang Gia, nữ thủ lĩnh khởi nghĩa nông dân cuối đời Tân. Bà là thủ lĩnh đầu tiên được nổi dậy phản kháng nhà Tân, cũng là nữ thủ lĩnh khởi nghĩa đầu tiên được lịch sử Trung Quốc ghi nhận.

## Cuộc đời
Lã mẫu có con trai tên là Lã Dục (呂育), làm huyện lại. Năm 14 (thời Tân), anh ta mắc tội nhẹ, bị huyện tể giết oan. Bà oán hận, ngầm tập hợp lực lượng, tìm cơ hội báo thù. Lữ mẫu dùng hết gia sản mấy trăm vạn để mở quán rượu, mua y phục. Bà thường xuyên cho thực khách nợ tiền, lại đem y phục ra cứu giúp những người cô khổ.
Năm 17, gia sản của Lã mẫu cạn kiệt, mọi người muốn góp tiền trả nợ, bà nhân đó kêu gọi nổi dậy phản kháng triều đình, nhân dân vốn chịu nhiều khổ cực, lại nhờ ơn đã lâu, đều nhận lời. Có kẻ dũng sĩ tự đặt hiệu là Mãnh Hổ, cùng Lã mẫu chạy ra bể, chiêu tập những kẻ vong mạng, lên đến mấy ngàn người. Bà tự xưng tướng quân, đưa quân về đánh phá Hải Khúc, bắt huyện tể. Các huyện lại xin cho ông ta, Lữ Mẫu không nghe, lấy đầu huyện tể để tế con mình, rồi đưa quân trở ra bể.
Năm 18, Lã mẫu lâm bệnh mất. Lực lượng của bà phân rã, gia nhập các lực lượng nghĩa quân Xích Mi, Thanh Độc, Đồng Mã.

## Di chỉ
Hiện nay trên sườn phía tây Khuê Sơn, thuộc địa cấp thị Nhật Chiếu, Sơn Đông, có vách núi cạnh sông, tương truyền là nơi đặt tướng đài của Lã mẫu.